# Michel Virlogeux
Michel Virlogeux (Vichy, 7 luglio 1946) è un ingegnere e progettista francese, specializzato nella progettazione e ingegnerizzazione di ponti.

## Biografia
Laureato all'École Polytechnique nel 1967 e all'École Nationale des Ponts et Chaussées nel 1970, dopo la laurea fino al 1973 ha lavorato in Tunisia su progetti stradali conseguendo il dottorato in ingegneria presso l'Università Pierre e Marie Curie. Nel gennaio 1974 entra a far parte del Dipartimento Bridge di SETRA, il servizio tecnico dell'Amministrazione autostradale francese. Nel 1980 è diventato capo della divisione Large Concrete Bridge e nel 1987 della grande divisione Bridge, Steel and Concrete. Nel corso di vent'anni ha progettato più di 100 ponti, tra cui il Ponte di Normandia che ha detenuto il record mondiale come ponte strallato più lungo per quattro anni. Nel 1995 lascia l'amministrazione francese per diventare consulente indipendente; i suoi progetti più noti sono la costruzione del "Secondo incrocio del Tago", il ponte Vasco da Gama a Lisbona e la progettazione del viadotto di Millau in Francia.

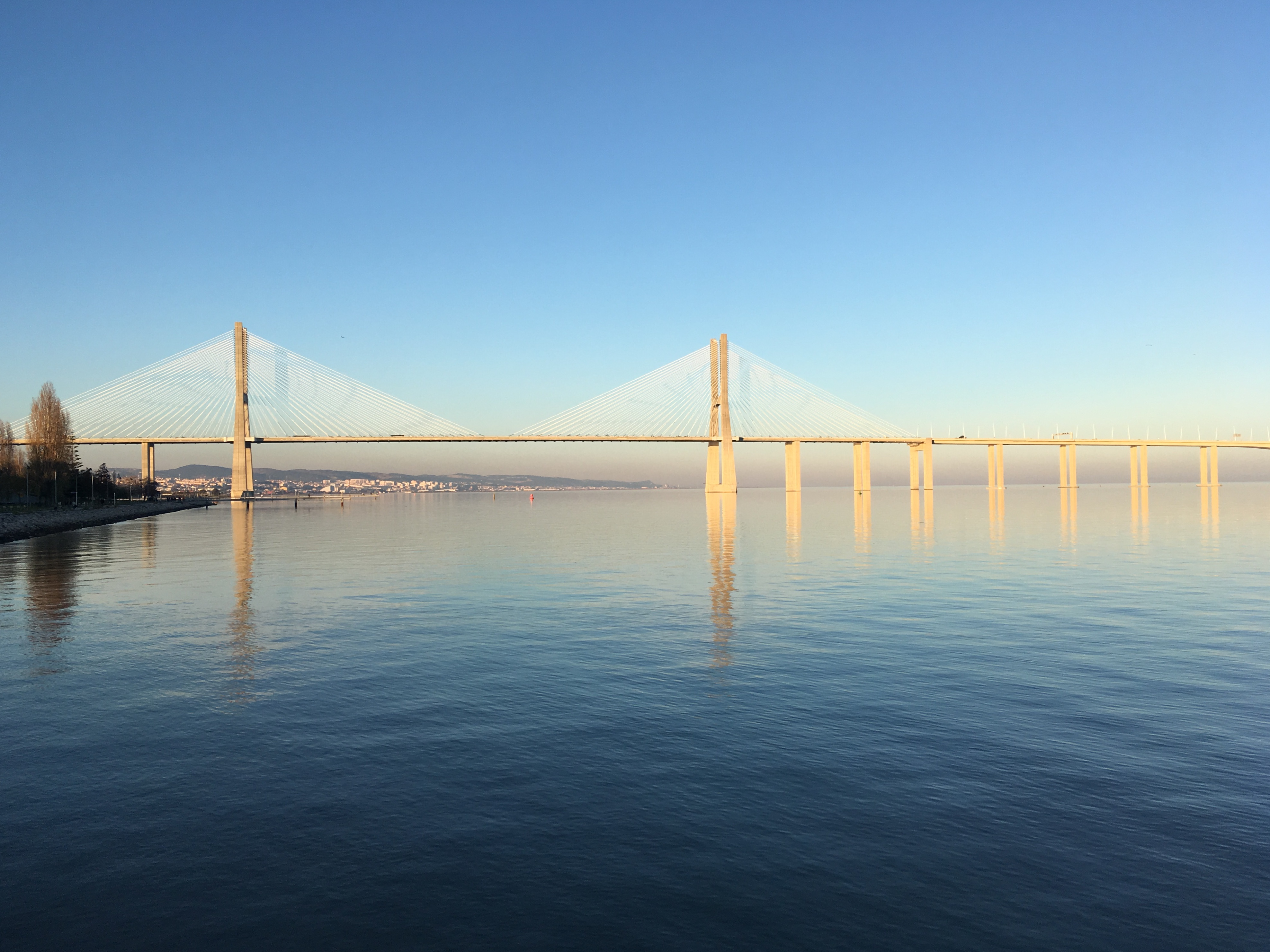
Ponte Vasco da Gama

Dal 1977 Virlogeux è professore di analisi strutturale presso la École Nationale des Ponts et Chaussées e al Centre des Hautes Études de la Construction di Parigi. È stato anche molto attivo in associazioni tecniche come l'Associazione francese di ingegneria civile (AFGC), 1974-1995; la Fédération Internationale de Précontrainte (FIP) (Presidente 1996); la Fédération Internationale du Béton (FIB); primo presidente nel 1998 dopo la fusione con il Comitato Europeo del Béton (CEB).

## Premi e riconoscimenti

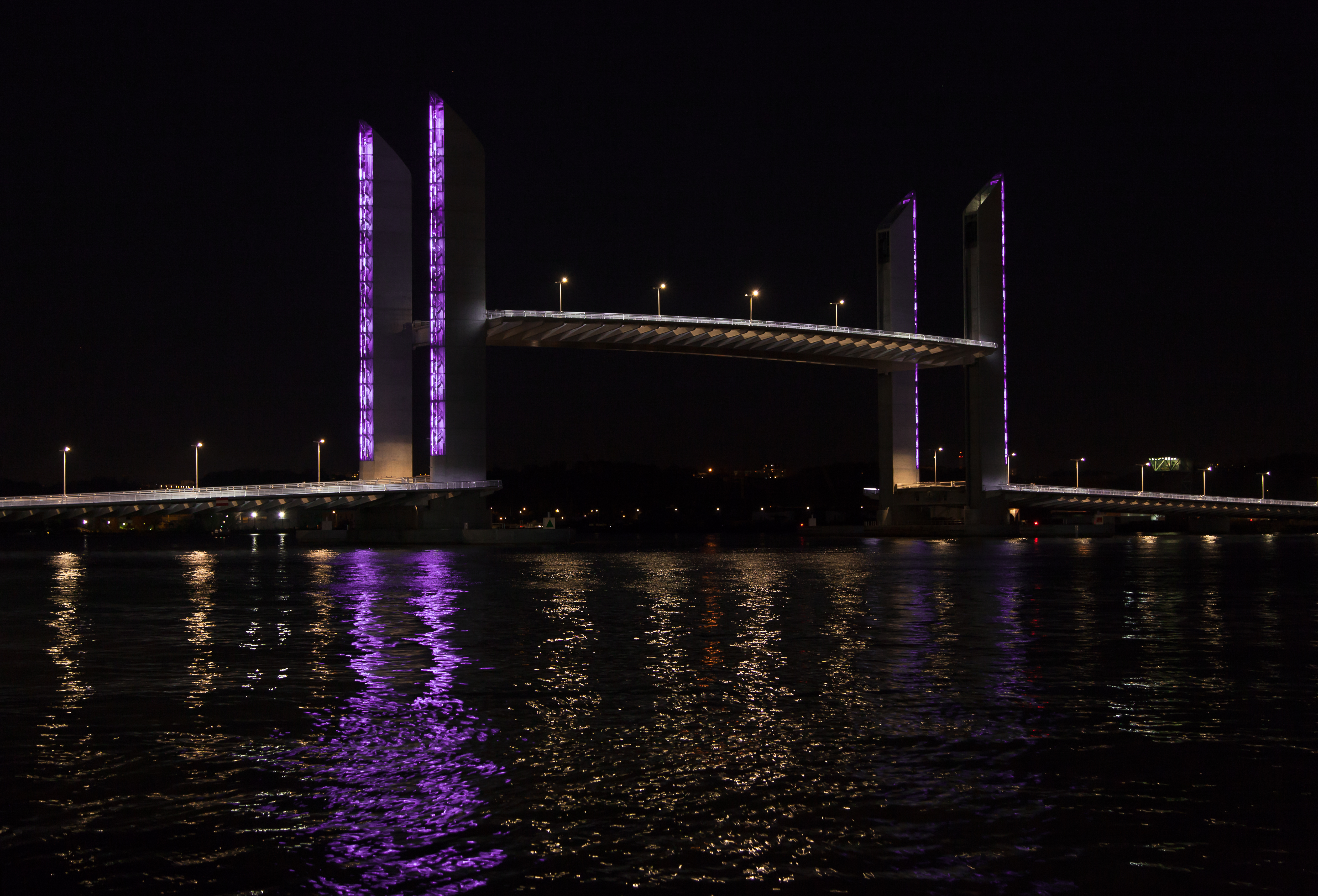
Ponte Jacques-Chaban-Delmas,

Membro del International Association for Bridge and Structural Engineering (IABSE) dal 1974, ha ricevuto il premio IABSE a Venezia nel 1983.
Ha ricevuto molti altri riconoscimenti internazionali, tra cui il "Premio di eccellenza dell'Ingegneria News Record" (1995), la "Medaglia d'oro dell'istituzione degli ingegneri strutturali" (1979), la medaglia d'oro dell'istituzione degli ingegneri civili (2005), la "Medaglia Gustave Magnel" (1999) e il "Premio Fritz Leonhardt". È membro dell'Accademia tecnologica francese.

Ha ricevuto nel 2003 il premio IABSE al merito nell'ingegneria strutturale come riconoscimento per "i suoi maggiori contributi che hanno portato a progressi molto significativi nel campo dell'ingegneria civile, in particolare attraverso lo sviluppo di precompressioni esterne, ponti strallati e strutture composite". La consegna del premio è avvenuta il 27 agosto 2003.

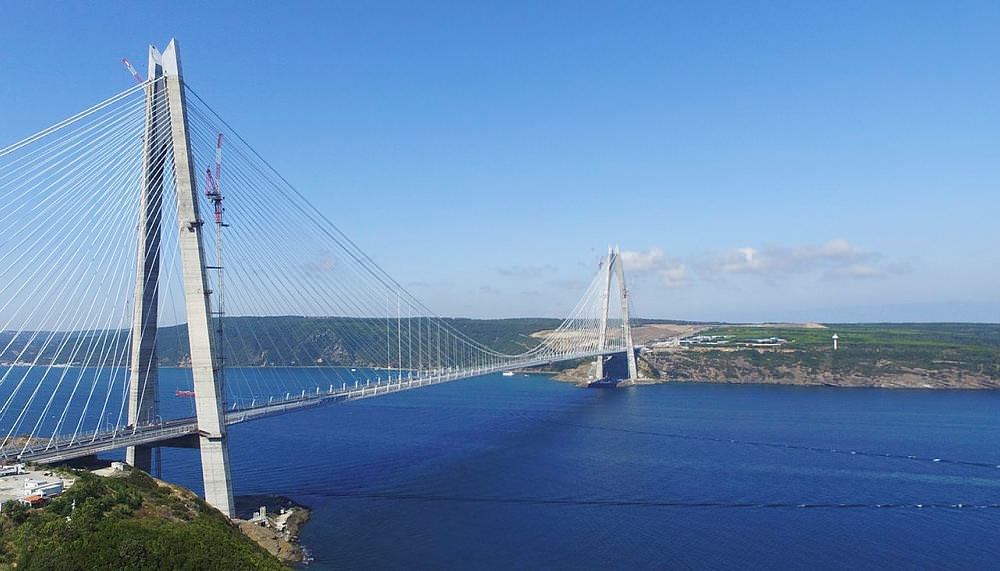
Ponte di Yavuz Sultan Selim

È stato nominato International Fellow della Royal Academy of Engineering nel 2012 e Fellow della Royal Society of Edinburgh nel 2013.

## Opere
- Ponte di Normandia
- Viadotto di Millau, Francia
- Ponte Jacques-Chaban-Delmas, Bordeaux
- Ponte Vasco da Gama, Lisbona, Portogallo
- Ponte di Yavuz Sultan Selim, Istanbul, Turchia